# Вълна на Ламб
Вълните на Ламб са еластични трептения, разпространяващи се в тънки пластини, в които преместването на частиците се осъществява както в направление на разпространение на вълните, така и перпендикулярно на него.
Вълни на Ламб се получават при определени ъгли на падане, когато пречупената вълна, отразена от долната повърхност на слоя, съвпада по фаза с пряката падаща вълна на горната повърхност. В пластина с определена дебелина и при възбуждане с определена честота могат да съществуват няколко на брой такива ъгли на падане, които съответстват на няколко на брой моди, отличаващи се по-между си по фазова и групова скорост, разпределение на преместванията и напреженията по дебелина на пластината. Зависимостта на фазовата и груповата скорост на отделните моди от честотата за даден материал се представят чрез дисперсионни криви.
Вълните на Ламб са открити от Хорас Ламб през 1917 г. Известни са още като пластинкови или нормални вълни. Използават се успешно в дефектоскопията за контрол на тръбопроводи, изделия от листов материал, железопътни релси и други.